# کیتلین هیز
کیتلین هیز (انگلیسی: Caitlin Hayes؛ زادهٔ ۲۲ سپتامبر ۱۹۹۵) بازیکن فوتبال اهل انگلستان است که در پست مدافع برای سلتیک بازی می‌کند.
وی همچنین در تیم ملی فوتبال زنان جمهوری ایرلند بازی کرده است.